# Relations entre la Roumanie et le Royaume-Uni
Les relations anglo-roumaines sont des relations étrangères bilatérales entre le Royaume-Uni et la Roumanie. Les deux pays ont établi des relations diplomatiques en 1880. Les deux pays sont membres de l'OTAN. Le Royaume-Uni a une ambassade à Bucarest et la Roumanie a une ambassade à Londres. La Roumanie a également deux consulats généraux à Édimbourg et à Manchester. La Roumanie compte également cinq consulats honoraires basés à Leeds, Newcastle, Inverness, Liverpool et Bristol. La Roumanie a un institut culturel à Londres.

## Histoire

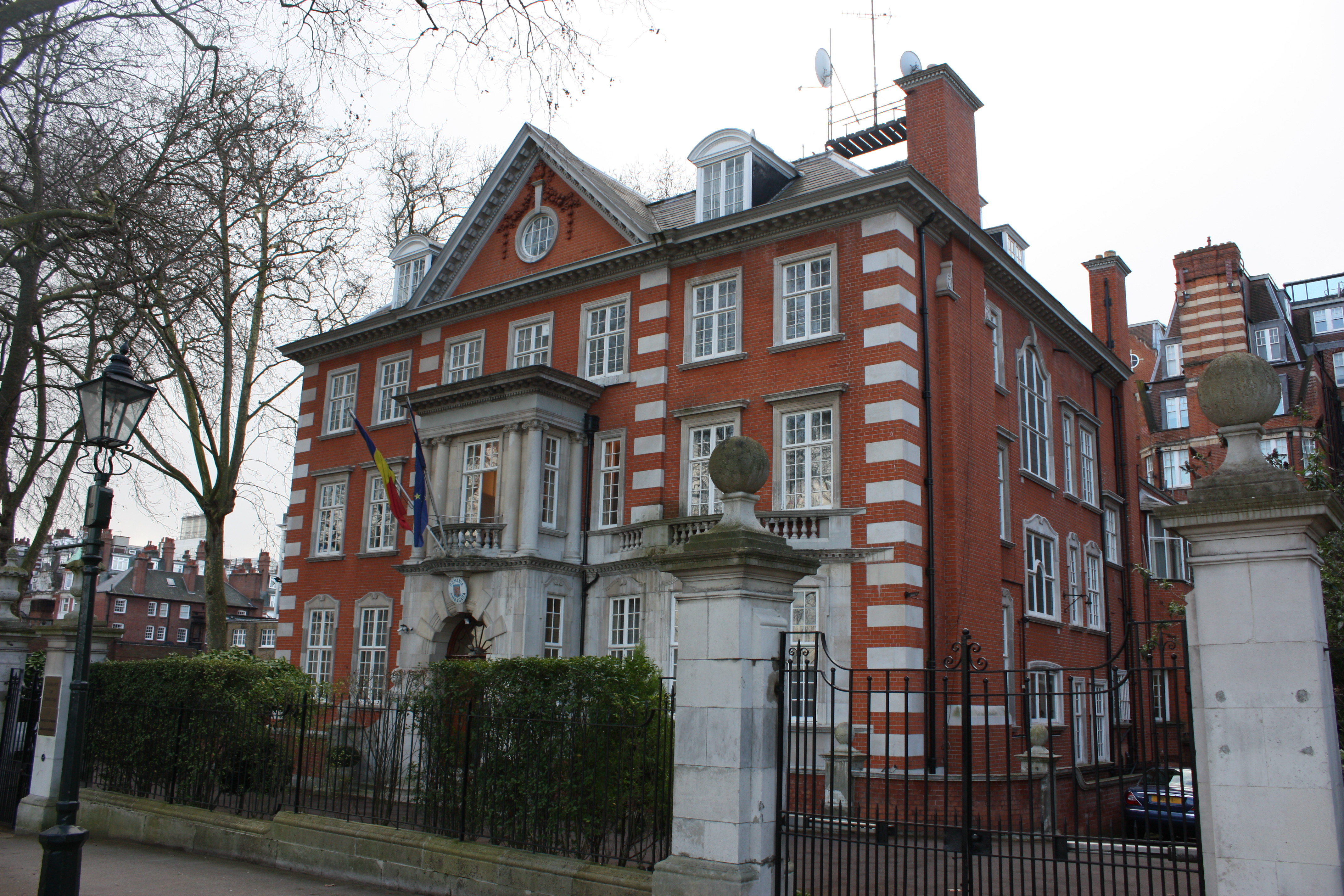
Ambassade de Roumanie à Londres

Au Congrès de Berlin de 1877 à 1878, la Grande-Bretagne a travaillé pour aider la Roumanie à atteindre son objectif de se détacher de l'Empire ottoman. Les délégations britannique et russe ont négocié un accord par lequel la Roumanie a obtenu son indépendance, avec des conditions. Alors que la Grande-Bretagne n'a pas pu obtenir tout ce qu'elle voulait, elle a réussi à empêcher l'expansion russe en Méditerranée. Le résultat fut de bonnes relations entre la Grande-Bretagne et la Roumanie.
Ces dernières années, les relations entre la Grande-Bretagne et la Roumanie se sont détériorées en raison de ce que certains considèrent comme des informations xénophobes dans la presse britannique. 

## Entreprises
La Royal Bank of Scotland a opéré en Roumanie entre le 15 octobre 2008 et le 31 décembre 2015. 
La filiale roumaine de la société britannique Vodafone est le deuxième opérateur de réseau mobile du pays.
L'une des marques roumaines les plus connues au Royaume-Uni est Dacia. Il dispose d'un vaste réseau de concessionnaire répartis dans tout le pays. 